# 坪村镇
坪村镇，是中华人民共和国湖南省怀化市会同县下辖的一个乡镇级行政单位。

## 行政区划
坪村镇下辖以下地区：
枫响铃社区、元冲火车站社区、汽车站社区、竹寨村、岩壁比村、木臻村、万宜村、大洪村、铺坪村、清水村、枫木村、塘口村、大顺村、毛田村、高村、小田村、田家寨村、五星村、红旗村、芳园村、坪村、新屋村和麻塘村。